# Chromatomyia aragonensis
Chromatomyia aragonensis är en tvåvingeart som beskrevs av Griffiths 1967. Chromatomyia aragonensis ingår i släktet Chromatomyia och familjen minerarflugor.
Artens utbredningsområde är Spanien. Inga underarter finns listade i Catalogue of Life.